# Dryopteris integriloba
Dryopteris integriloba är en träjonväxtart som beskrevs av Carl Frederik Albert Christensen. Dryopteris integriloba ingår i släktet Dryopteris och familjen Dryopteridaceae. Inga underarter finns listade.